# Mount Dearborn
Mount Dearborn ist ein 2300 m hoher Berg im ostantarktischen Viktorialand. Als höchste Erhebung der Head Mountains ragt er zwischen Mount Littlepage und dem nördlichen Teil der Willett Range auf.
Das Advisory Committee on Antarctic Names benannte ihn 1964 nach John Dearborn, Biologe auf der McMurdo-Station in den Jahren 1959 und 1961.